# 2012 في ألبانيا
تحتوي هذه المقالة على أهم الأحداث التي شهدتها ألبانيا في 2012، إضافة إلى أهم الشخصيات الألبانية المتوفية في هذه السنة.

## الحكم
- رئيس الجمهورية: بامير توبي (حتى 24 يوليو)، بوجار نيشاني (ابتداء من 24 يوليو).
- رئيس الوزراء: إيدي راما.

## الأحداث

### نوفمبر
- نقل بقايا جثمان الملك أحمد زوغو من فرنسا حيث مات سنة 1961 إلى ألبانيا.[1][2]